# Gondola (Mozambik)
Gondola – miasto w zachodnim Mozambiku, w prowincji Manica. Według danych na rok 2007 liczyło 33 877 mieszkańców.